# Lijst van grietmannen van Rauwerderhem
Dit is een lijst van grietmannen van de voormalige Nederlandse grietenij Rauwerderhem in de provincie Friesland tot de invoering van de gemeentewet in 1851.
| Ambtsperiode | Naam grietman                                 | Leven                               | Bijzonderheden |
| ------------ | --------------------------------------------- | ----------------------------------- | --- |
| (1502, 1510) | Low Doeying of van Donia                      | †1533                               | In 1505 ook grietman van Wymbritseradeel. |
| 1515-        | Jacla Eebsz                                   |                                     | Gelders grietman. |
| 1517-        | Broer Eeckinge                                |                                     | |
| (1524)       | Henno Hobbesz                                 |                                     | |
| 1525         | Aedo van Jongema                              |                                     | Mogelijk substituut-grietman. |
| 1525 - 1543  | Lieuwe Hettezoon van Albada                   | †1543                               | |
| (1543-1578?) | Hette van Albada                              | †1587                               | Zoon van voorganger. |
| (1578 - 1583 | Otto van Herema                               | †1583                               | |
| 1582- 1602   | Syrck van Bootsma                             | †1602                               | Waarschijnlijk broer van Hessel van Bootsma, grietman van Idaarderadeel.                                                                                            |
| 1602 - 1635  | Pieter van Eysinga                            | †1645                               | Deed afstand ten behoeve van zijn zoon. |
| 1635 - 1639  | Tjalling van Eysinga                          | †1658                               | Zoon van voorganger. |
| 1640 - 1658  | Tjalling van Eysinga                          |                                     | |
| 1658 - 1665  | Frans van Eysinga                             | 1621-1673                           | Aansluitend grietman van Leeuwarderadeel. Zoon van Aede van Eysinga, grietman van Leeuwarderadeel. Schoonzoon van Tjalling van Eysinga, grietman van Menaldumadeel. |
| 1665 - 1670  | Watze van Roorda                              | †1670                               | |
| 1670 - 1696  | Barthold van Nijsten                          | 1628-1696                           | Woonde op de Harsta State te Hogebeintum. |
| 1696 - 1701  | Edzard van Burmania                           | 1655-1708                           | Aansluitend grietman van Ferwerderadeel. Schoonzoon van Frans van Eysinga.                                                                                          |
| 1701 - 1701  | Ulbo van Aylva                                | 1668-                               | Deed in hetzelfde jaar afstand van dit ambt. Zoon van Tjaert van Aylva, grietman van Hemelumer Oldeferd.                                                            |
| 1701 - 1710  | Zeino Joachim Welvelde van Burmania           | 1681-1710                           | Zoon van Sjuck Gerrold Juckema van Burmania, grietman van Wymbritseradeel. Schoonzoon van Hobbe Esaiäs van Aylva, grietman van Oostdongeradeel.                     |
| 1710 - 1714  | Tjalling van Sixma                            | 1680-1714                           | Zoon van Douwe van Sixma, grietman van Barradeel. |
| 1714 - 1729  | Frans Julius Johan Heringa van Eysinga        | 1683-1714                           | Zwager van voorganger. Deed afstand ten behoeve van zijn zoon. |
| 1729 - 1768  | Tjalling Aedo Johan Heringa van Eysinga       | 1721-1768                           | Zoon van voorganger. Schoonzoon van Idzard van Sminia, grietman van Hennaarderadeel.                                                                                |
| 1768 - 1795  | Frans Julius Idzard Johan Heringa van Eysinga | 1755-1806                           | Zoon van voorganger. |
| 1795 - 1816  |                                               | Geen grietman wegens de Franse tijd | |
| 1816 - 1830  | jhr. Tjalling Aedo Johan van Eysinga          | 1790-1858                           | Zoon van jhr. Frans Julius Johan van Eysinga, grietman van Doniawerstal.                                                                                            |
| 1830 - 1837  | jhr.mr. Onno Reint van Andringa de Kempenaer  | 1801-1868                           | Hiervoor grietman van Lemsterland. Zoon van jhr. Antoon Anne van Andringa de Kempenaer, grietman van Lemsterland.                                                   |
| 1837 - 1851  | Frans Julius Johan baron van Heemstra         | 1811-1878                           | Zoon van Willem Hendrik baron van Heemstra, grietman van Kollumerland en Nieuwkruisland.                                                                            |